# Ivo Tijardović
Ivo Tijardović (Split, 18. rujna 1895. – Zagreb, 19. ožujka 1976.) bio je hrvatski skladatelj, literat i slikar.

## Životopis
Rođen je 1895. godine u Splitu u kući uz istočne zidine Palače. S glazbom i slikarstvom došao je u dodir još u gimnazijsko doba. Razrednik u Velikoj realci bio mu je Grga Novak. Ratne godine proveo je u talijanskom zarobljeništvu te kao jugoslavenski dobrovoljac u Solunu. Glazbu je učio u Splitu i Beču, gdje je studirao arhitekturu. Završio je Dramsku školu u Zagrebu. Bio je ravnatelj Opere te prvi intendant splitskog HNK, intendant HNK u Zagrebu i ravnatelj Državnoga simfonijskog orkestra poslije Zagrebačke filharmonije. Skladateljski se oslanja na folklor i nacionalni glazbeni izraz, posebice Dalmacije. Skladao je osam opereta, a najistaknutije su mu "Mala Floramye" i "Spli'ski akvarel", koje dočaravaju splitski ambijent između dva svjetska rata. U opernom stvaralaštvu zanimao se temama iz prošlosti i bliskim povijesnim zbivanjima. Bavio se i slikarstvom, a radio je kao ilustrator, dirigent, koreograf, karikaturist, novinar, prevoditelj. Zapaženo djelo je opereta posvećena nogometnom klubu Hajduk Split pod nazivom "Kraljica lopte". U prvoj postavi tog djela zaigrala je poslije svjetski poznata hrvatska balerina Ana Roje Popularna pjesma na češkom iz te operete To ne nji knedla umalo je izazvala diplomatski incident, zbog čega je preinačena.
Tijardović je bio istaknuti pristaša Hrvatske seljačke stranke, a Stjepan Radić nesuđeni kum Tijardovićeva djeteta. Kumstvo je spriječio teroristički akt u beogradskoj Skupštini. Tijardović se zanimao za domaću kulturnu baštinu. Zanimalo ga je zašto popularna pučka pjesma "Merjane, Merjane" se pjeva u toliko različitih inačica, ovisno o kojem se dijelu Splita radi. Naposljetku je došao do ribara na Matejušci koji su mu ispjevali inačicu "s naš barjak hrvatski", koja se Tijardoviću najviše svidjela i koju je Tijardović poslije promicao. Kad je otišao u Zagreb, pokazao je širinu svog svehrvatskog duha. Rođeni Splićanin je napisao najzagrebačkiju operetu Jurek i Štefek.
U godinama talijanske okupacije Dalmacije sudionik je u radu Jedinstvenog narodnooslobodilačkog fronta i u ilegalnom Gradskom NOO-u, čiji je predsjednik bio od svibnja 1942. do rujna 1943. Bio je član ZAVNOH-a i predsjednik Oblasnog NOO-a za Dalmaciju.
U kući Ive Tijardovića održan je sastanak odbora umjetnika na kojem je odlučeno da se priredi čuvena ilegalna likovna izložba umjetnika povezanih s NOP-om 1943. godine u Ulici Corso Italia 15 (Zvonimirova), u stanu kipara Marina Studina. Na izložbi je Tijardović izložio nekoliko svojih akvarela i crteža olovkom. Zajedno s grupom splitskih intelektualaca iste je godine krenuo u partizane sudjelujući na Konferenciji kulturnih radnika u Hvaru 1943. U to vrijeme obradio je pučku splitsku pjesmu Marjane, Marjane i priredio više koncerata za ranjenike u Italiji, u Visu i u Splitu. U Split je došao s Kazalištem narodnog oslobođenja 1944. godine obnovivši kazališni život. Umro je u Zagrebu 1976.
Dobitnik Nagrade "Vladimir Nazor" za životno djelo.

## Poznatija djela
- Mala Floramye
- Spli'ski akvarel
- Kraljica lopte
- Zapovijed maršala Marmonta
- Jurek i Štefek

## Vanjske poveznice
- Hrvatsko društvo skladatelja: Tijardović, Ivo
- LZMK / Proleksis enciklopedija: Tijardović, Ivo
- Tijardović, Ivo Hrvatska enciklopedija. LZMK
- www.hrt.hr/arhiv – Ivo Tijardović  Arhivirana inačica izvorne stranice od 6. ožujka 2016. (Wayback Machine)
- www.ratnakronikasplita.com – "Splitski antifašisti - Šest portreta" (Ivo Tijardović)